# 文克孝
文克孝（1931年—），男，甘肃临洮人，中华人民共和国政治人物，1960毕业于新疆农业大学农学院农学专业，曾任新疆生产建设兵团副司令员，新疆维吾尔自治区政协副主席。